# Ophrynia
Ophrynia là một chi nhện trong họ Linyphiidae.